# Al-'Adid
Abū Muḥammad ʿAbd Allāh ibn Yūsuf al-Ḥāfiẓ (in arabo أبو محمد "العاضد لدين الله" عبد الله بن يوسف بن الحافظ‎?; Il Cairo, 9 maggio 1151 – Il Cairo, 13 settembre 1171) è stato un sovrano egiziano fatimide con il laqab di al-ʿĀḍid li-dīn Allāh. Fu l'ultimo sovrano della sua dinastia.
Figlio dell'Imām fatimide al-Zafir, succedette al fratello al-Fa'iz bi-naṣr Allāh (o, più semplicemente, al-Fa'iz) e divenne così il quattordicesimo e ultimo Imam fatimide.
Morì senza che Saladino, suo visir, consentisse al figlio di succedergli, decretando così conclusa la dinastia fatimide, durata per 262 anni.
Regnò dal 1160 al 1171 e, dopo la sua morte il 13 settembre del 1171, Saladino annetté formalmente i domini fatimidi ai possedimenti del suo signore zengide Norandino e ordinò ai sudditi di seguitare a pronunciare la khuṭba della salat di mezzogiorno (ṣalāt al-ẓuhr) nelle moschee, secondo le disposizioni impartite poco prima della morte di al-ʿĀḍid, in onore e in riconoscimento del Califfo abbaside di Baghdad, riportando così ufficialmente l'Egitto nell'alveo del sunnismo.